# Dasymys nudipes
Dasymys nudipes là một loài động vật có vú trong họ Chuột, bộ Gặm nhấm. Loài này được Peters mô tả năm 1870.

## Hình ảnh

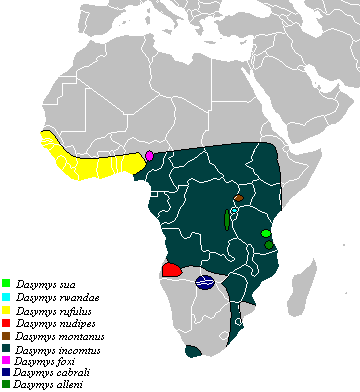